# Jas de Bouffan

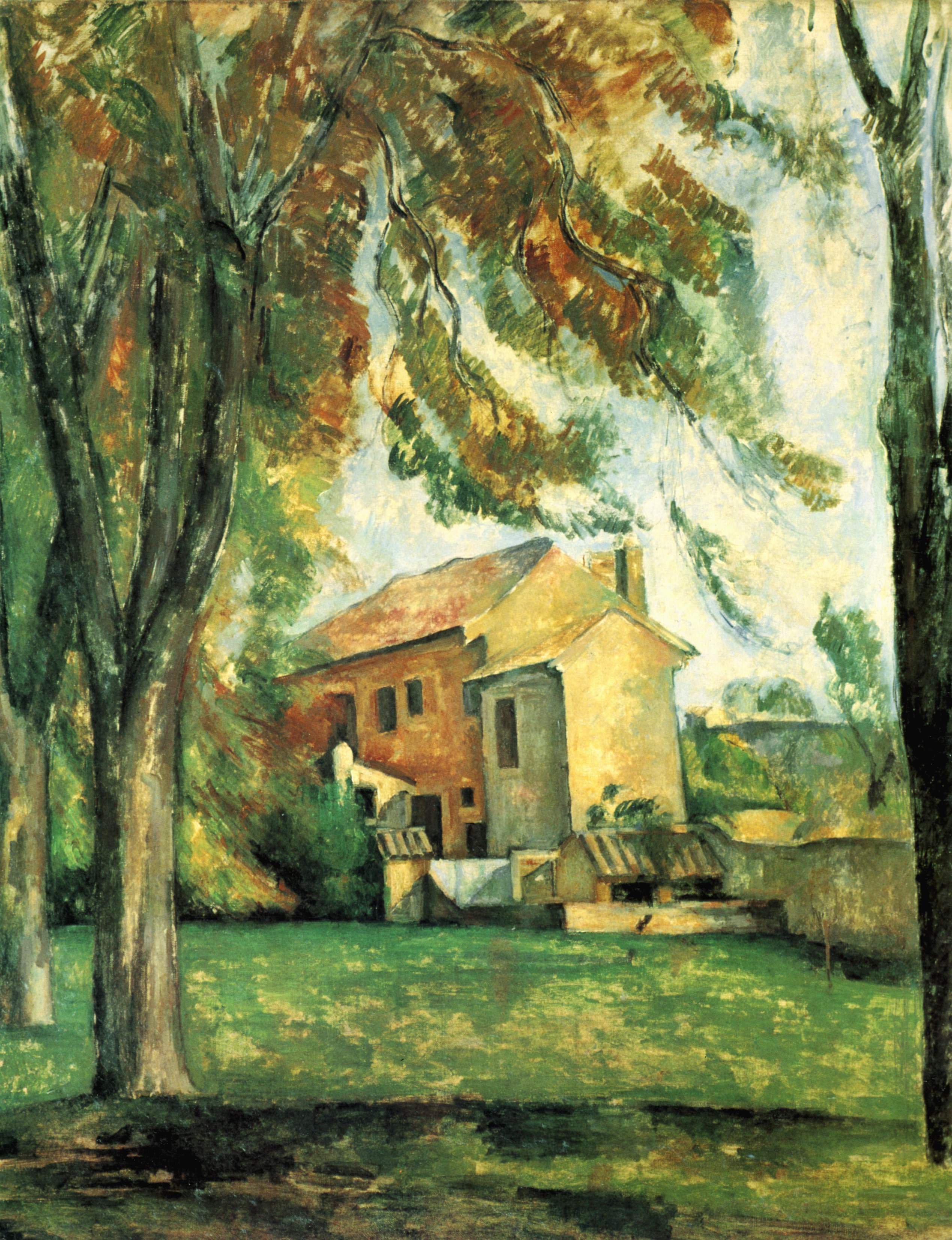
El Jas de Bouffan, Paul Cézanne, h. 1878, óleo sobre lienzo, colección particular.

El Jas-de-Bouffan,  llamado  ZAC, es un barrio periférico situado al oeste de Aix-en-Provence y que forma parte del cantón de Aix-en-Provence-Sud-Ouest. Su construcción inició en los años 1970, tomó su forma definitiva en los años 1990. Este barrio cuenta con una delegación municipal en la calle Charloun-Rieu.
Es un barrio clasificado como desfavorecido por la «Secrétariat général du Comité interministériel des villes».

## En la pintura
Jas-de-Bouffan es el nombre de una residencia veraniega que adquirió el padre del pintor Paul Cézanne y que éste recibió después en herencia. «Jas» es un término provenzal para designar una majada o aprisco. Allí Cézanne pintó una de sus primeras obras, las Cuatro estaciones (h. 1860), que firmó con ironía con el nombre de Ingres. De allí tomó su nombre el barrio periférico de  Aix-en-Provence.

## Obras de Cézanne

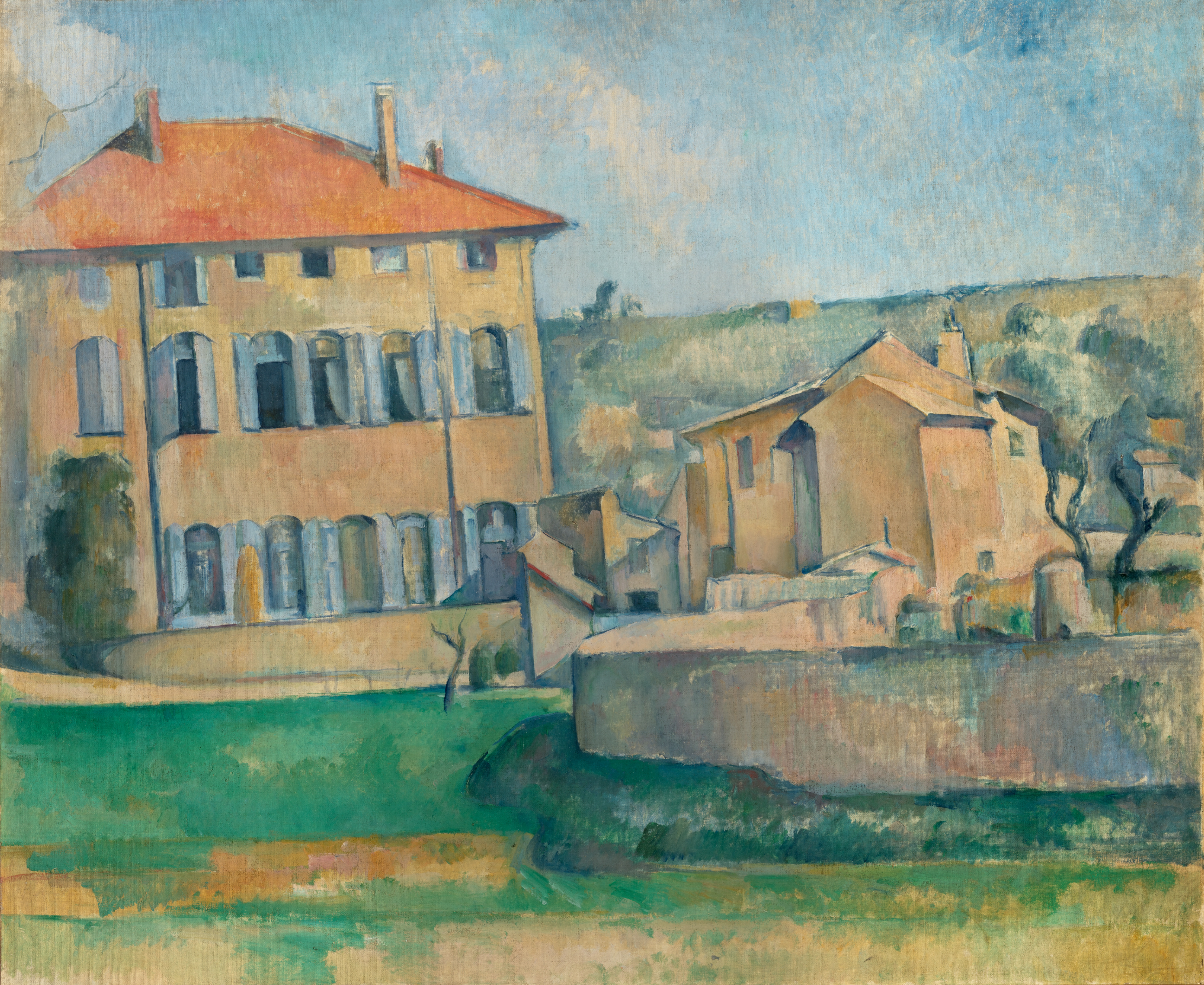
Le Jas de Bouffan (1881-1882), Galería Nacional de Praga
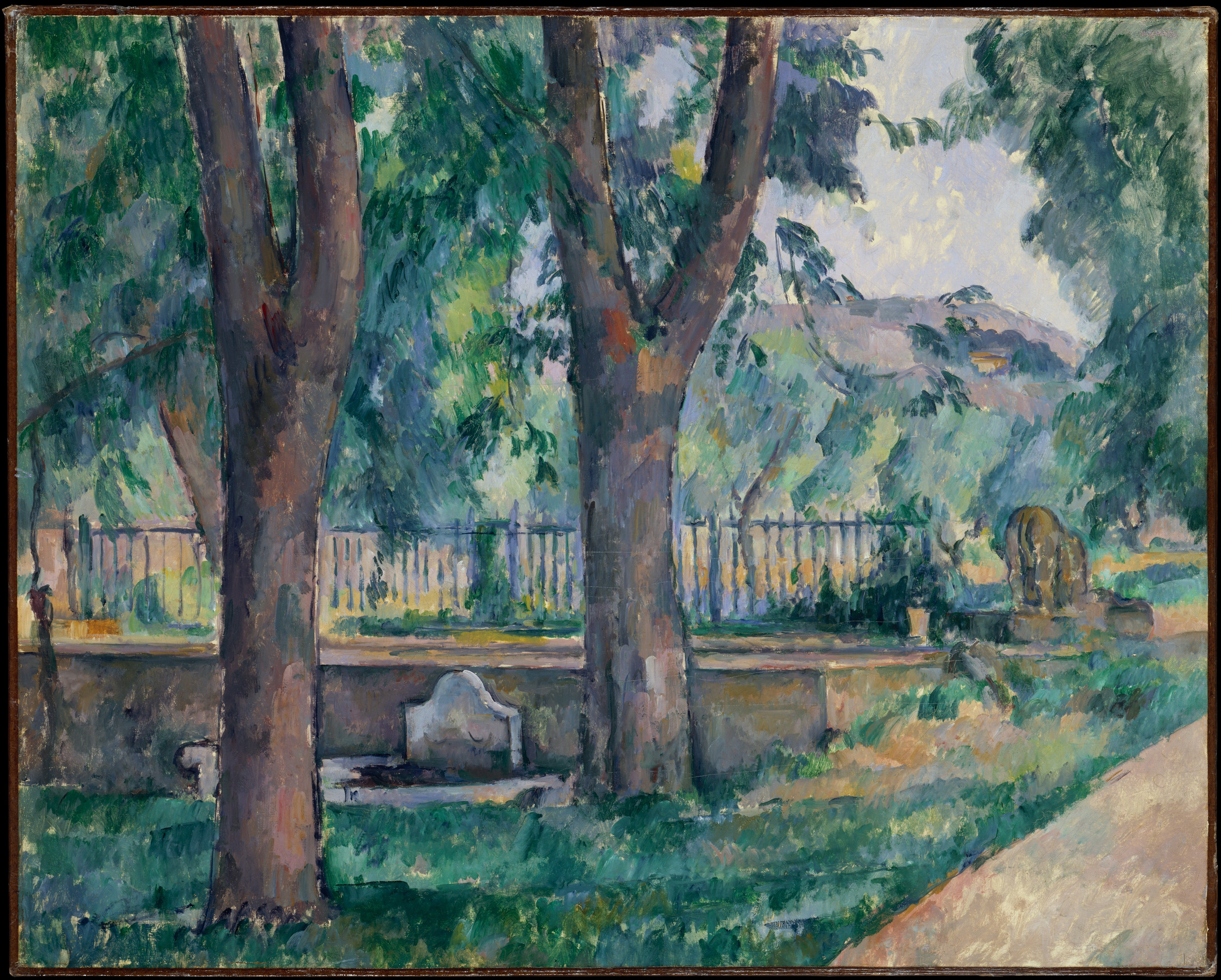
Una piscina (1880), Metropolitan Museum of Art
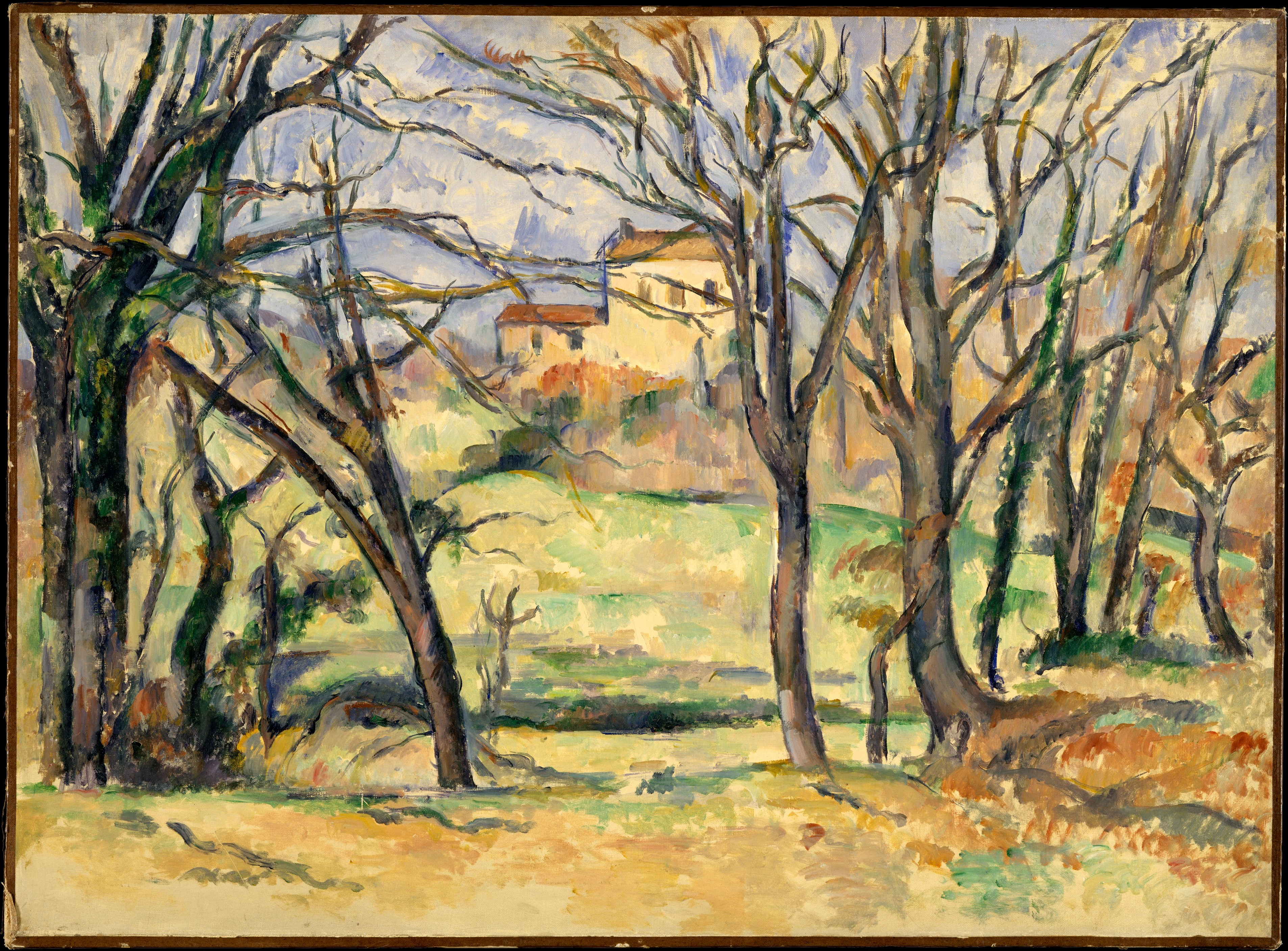
Árboles y casas (1885-1886), MET